# رابرت پروسکی
رابرت پروسکی (انگلیسی: Robert Prosky؛ زاده ۱۳ دسامبر ۱۹۳۰ - درگذشته ۸ دسامبر ۲۰۰۸) بازیگر اهل ایالات متحده آمریکا است.
از فیلم‌های معروف او می‌توان به بازی در شهر دیوانه، گرملین‌ها ۲، دادلی دو-رایت، سرقت، رودی، اوضاع عوض می‌شود، عالی‌جناب و دور و دورتر اشاره کرد.